# Класификация на гъбите
Класификацията на гъбите по-долу включва всички семейства на царство Гъби (Fungi), разделени в две големи групи – низши и висши гъби.

## Класификация
Царство Гъби

- Клас Blastocladiomycetes T.Y.James (2006)
  - Разред Blastocladiales T.Y.James (2006)
    - Семейство Blastocladiaceae Petersen (1909)
    - Семейство Catenariaceae
    - Семейство Coelomomycetaceae
    - Семейство Physodermataceae
    - Семейство Sorochytriaceae

- Клас Хитридиеви гъби (Chytridiomycetes)
  - Разред Chytridiales
    - Семейство Chytridiaceae
    - Семейство Cladochytriaceae
    - Семейство Endochytriaceae
    - Семейство Synchytriaceae

  - Разред Rhizophlyctidales
    - Семейство Rhizophlyctidaceae

  - Разред Rhizophydiales
    - Семейство Aquamycetaceae
    - Семейство Globomycetaceae
    - Семейство Kappamycetaceae
    - Семейство Rhizophydiaceae
    - Семейство Terramycetaceae

  - Разред Spizellomycetales
    - Семейство Caulochytriaceae
    - Семейство Spizellomycetaceae

- Клас Monoblepharidomycetes
  - Разред Monoblepharidales
    - Семейство Gonapodyaceae
    - Семейство Harpochytriaceae
    - Семейство Monoblepharidaceae
    - Семейство Oedogoniomycetaceae

- Клас Glomeromycetes
  - Разред Archaeosporales
    - Семейство Ambisporaceae
    - Семейство Archaeosporaceae
    - Семейство Geosiphonaceae

  - Разред Diversisporales
    - Семейство Acaulosporaceae
    - Семейство Diversisporaceae
    - Семейство Gigasporaceae
    - Семейство Pacisporaceae

  - Разред Glomerales
    - Семейство Glomeraceae

  - Разред Paraglomerales
    - Семейство Paraglomeraceae

- Клас Dihaplophasea
  - Разред Meiodihaplophasida
    - Надсемейство Thelohanioidea
      - Семейство Thelohaniidae
      - Семейство Duboscqiidae
      - Семейство Janacekiidae
      - Семейство Pereziidae
      - Семейство Striatosporidae
      - Семейство Cylindrosporidae

    - Надсемейство Burenelloidea
      - Семейство Burenellidae

    - Надсемейство Amblyosporoidae
      - Семейство Amblyosporidae

  - Разред Dissociodihaplophasida
    - Надсемейство Nosematoidea
      - Семейство Nosematidae
      - Семейство Ichthyosporidiidae
      - Семейство Caudosporidae
      - Семейство Pseudopleistophoridae
      - Семейство Mrazekiidae

    - Надсемейство Culicosporoidea
      - Семейство Culicosporidae
      - Семейство Culicosporellidae
      - Семейство Golbergiidae
      - Семейство Spragueidae

    - Надсемейство Ovavesiculoidea
      - Семейство Ovavesiculidae
      - Семейство Tetramicridae

- Клас Haplophasea
  - Разред Glugeida
    - Семейство Glugeidae
    - Семейство Pleistophoridae
    - Семейство Encephalitozoonidae
    - Семейство Abelsporidae
    - Семейство Tuzetiidae
    - Семейство Microfilidae
    - Семейство Unikaryonidae

  - Разред Chyridiopsida
    - Семейство Chytridiopsida
    - Семейство Buxtehudiidae
    - Семейство Enterocytozoonidae
    - Семейство Burkeidae

  - Разред Microsporida
    - Семейство Enterocytozoonidae
    - Семейство Glugeidae
    - Семейство Nosematidae
    - Семейство Pleistophoridae
    - Семейство Thelohaniidae

- Клас Neocallimastigomycetes M.J. Powell, 2007
  - Разред Neocallimastigales J.L. Li, I.B. Heath & L. Packer, 1993
    - Семейство Neocallimastigaceae I.B. Heath, 1983

- Клас Trichomycetes
  - Разред Harpellales
    - Семейство Harpellaceae
    - Семейство Legeriomycetaceae

- Клас Зигомицетови гъби (Zygomycetes)
  - Разред Dimargaritales
    - Семейство Dimargaritaceae

  - Разред Endogonales
    - Семейство Endogonaceae

  - Разред Entomophthorales
    - Семейство Ancylistaceae
    - Семейство Basidiobolaceae
    - Семейство Completoriaceae
    - Семейство Entomophthoraceae
    - Семейство Meristacraceae
    - Семейство Neozygitaceae

  - Разред Kickxellales
    - Семейство Kickxellaceae

  - Разред Mortierellales
    - Семейство Mortierellaceae

  - Разред Мукорови (Mucorales)
    - Семейство Choanephoraceae
    - Семейство Cunninghamellaceae
    - Семейство Mucoraceae
    - Семейство Mycotyphaceae
    - Семейство Phycomycetaceae
    - Семейство Pilobolaceae
    - Семейство Radiomycetaceae
    - Семейство Syncephalastraceae
    - Семейство Umbelopsidaceae

  - Разред Zoopagales
    - Семейство Cochlonemataceae
    - Семейство Helicocephalidaceae
    - Семейство Piptocephalidaceae
    - Семейство Sigmoideomycetaceae
    - Семейство Zoopagaceae

- Клас Arthoniomycetes O.E. Erikss & Winka, 1997
  - Разред Arthoniales Henssen, D. Hawksw & O.E. Erikss, 1986
    - Семейство Arthoniaceae Rchb, 1941
    - Семейство Chrysothricaceae Zahlbr., 1905
    - Семейство Melaspileaceae W. Watson, 1929
    - Семейство Roccellaceae (Chevall., 1826)

- Клас Dothideomycetes
  - Разред Acrospermales
    - Семейство Acrospermaceae

  - Разред Botryosphaeriales
    - Семейство Botryosphaeriaceae

  - Разред Capnodiales
    - Семейство Antennulariellaceae
    - Семейство Asterinaceae
    - Семейство Capnodiaceae
    - Семейство Davidiellaceae
    - Семейство Euantennariaceae
    - Семейство Metacapnodiaceae
    - Семейство Mycosphaerellaceae
    - Семейство Piedraiaceae
    - Семейство Schizothyriaceae
    - Семейство Teratosphaeriaceae

  - Разред Dothideales
    - Семейство Coccoideaceae
    - Семейство Dothideaceae
    - Семейство Dothioraceae
    - Семейство Planistromellaceae

  - Разред Hysteriales
    - Семейство Hysteriaceae

  - Разред Jahnulales
    - Семейство Aliquandostipitaceae

  - Разред Meliolales
    - Семейство Meliolaceae

  - Разред Microthyriales
    - Семейство Aulographaceae
    - Семейство Leptopeltidaceae
    - Семейство Microthyriaceae

  - Разред Myriangiales
    - Семейство Cookellaceae
    - Семейство Elsinoaceae
    - Семейство Myriangiaceae

  - Разред Patellariales
    - Семейство Patellariaceae

  - Разред Pleosporales
    - Семейство Arthopyreniaceae
    - Семейство Corynesporascaceae
    - Семейство Cucurbitariaceae
    - Семейство Dacampiaceae
    - Семейство Delitschiaceae
    - Семейство Diademaceae
    - Семейство Didymosphaeriaceae
    - Семейство Dothidotthiaceae
    - Семейство Fenestellaceae
    - Семейство Leptosphaeriaceae
    - Семейство Lophiostomataceae
    - Семейство Massarinaceae
    - Семейство Melanommataceae
    - Семейство Montagnulaceae
    - Семейство Mytilinidiaceae
    - Семейство Naetrocymbaceae
    - Семейство Parodiellaceae
    - Семейство Phaeosphaeriaceae
    - Семейство Phaeotrichaceae
    - Семейство Pleomassariaceae
    - Семейство Pleosporaceae
    - Семейство Sporormiaceae
    - Семейство Testudinaceae
    - Семейство Tubeufiaceae
    - Семейство Venturiaceae
    - Семейство Zopfiaceae

  - Разред Trypetheliales
    - Семейство Trypetheliaceae

- Клас Eurotiomycetes
  - Подклас Chaetothyriomycetidae
    - Разред Chaetothyriales
      - Семейство Chaetothyriaceae
      - Семейство Coccodiniaceae
      - Семейство Herpotrichiellaceae

    - Разред Pyrenulales
      - Семейство Celotheliaceae
      - Семейство Massariaceae
      - Семейство Monoblastiaceae
      - Семейство Pyrenulaceae
      - Семейство Requienellaceae
      - Семейство Xanthopyreniaceae

    - Разред Verrucariales
      - Семейство Adelococcaceae
      - Семейство Verrucariaceae

  - Подклас Eurotiomycetidae
    - Разред Arachnomycetales
      - Семейство Arachnomycetaceae

    - Разред Ascosphaerales
      - Семейство Ascosphaeraceae

    - Разред Eurotiales
      - Семейство Elaphomycetaceae
      - Семейство Thermoascaceae
      - Семейство Trichocomaceae

    - Разред Onygenales
      - Семейство Ajellomycetaceae
      - Семейство Arthrodermataceae
      - Семейство Gymnoascaceae
      - Семейство Onygenaceae

    - Разред Coryneliales
      - Семейство Coryneliaceae

    - Разред Mycocaliciales Tibell & Wedin, 2000
      - Семейство Mycocaliciaceae
      - Семейство Sphinctrinaceae

- Клас Laboulbeniomycetes Engler, 1898
  - Разред Laboulbeniales Engler, 1898
    - Семейство Ceratomycetaceae S. Colla, 1934
    - Семейство Euceratomycetaceae I.I. Tav., 1980
    - Семейство Herpomycetaceae I.I. Tav., 1981
    - Семейство Laboulbeniaceae G. Winter, 1886

  - Разред Pyxidiophorales P.F. Cannon, 2001
    - Семейство Pyxidiophoraceae Arnold, 1971

- Клас Lecanoromycetes
  - Разред Acarosporales
    - Семейство Acarosporaceae

  - Разред Agyriales
    - Семейство Agyriaceae
    - Семейство Schaereriaceae

  - Разред Baeomycetales
    - Семейство Anamylopsoraceae
    - Семейство Baeomycetaceae
    - Семейство Trapeliaceae

  - Разред Candelariales
    - Семейство Candelariaceae

  - Разред Lecanorales
    - Семейство Aphanopsidaceae
    - Семейство Arctomiaceae
    - Семейство Biatorellaceae
    - Семейство Brigantiaeaceae
    - Семейство Calycidiaceae
    - Семейство Catillariaceae
    - Семейство Cladoniaceae
    - Семейство Crocyniaceae
    - Семейство Dactylosporaceae
    - Семейство Ectolechiaceae
    - Семейство Gypsoplacaceae
    - Семейство Haematommataceae
    - Семейство Hymeneliaceae
    - Семейство Lecanoraceae
    - Семейство Megalariaceae
    - Семейство Miltideaceae
    - Семейство Mycoblastaceae
    - Семейство Parmeliaceae
    - Семейство Pilocarpaceae
    - Семейство Psoraceae
    - Семейство Ramalinaceae
    - Семейство Sarrameanaceae
    - Семейство Scoliciosporaceae
    - Семейство Sphaerophoraceae
    - Семейство Stereocaulaceae
    - Семейство Tephromelataceae

  - Разред Lecideales
    - Семейство Lecideaceae
    - Семейство Porpidiaceae

  - Разред Ostropales Nannf., (1932)
    - Семейство Asterothyriaceae
    - Семейство Coenogoniaceae (Fr.) Stizenb., (1862)
    - Семейство Gomphillaceae W. Watson ex Hafellner, (1984)
    - Семейство Graphidaceae Dumort., (1822)
    - Семейство Gyalectaceae Stizenb., 1862
    - Семейство Myeloconidiaceae
    - Семейство Odontotremataceae
    - Семейство Phlyctidaceae Poelt ex J.C.David & D.Hawksw., (1991)
    - Семейство Porinaceae Reichenb., (1828)
    - Семейство Stictidaceae Fr., (1849)
    - Семейство Thelotremataceae

  - Разред Peltigerales
    - Семейство Coccocarpiaceae
    - Семейство Collemataceae
    - Семейство Lobariaceae
    - Семейство Massalongiaceae
    - Семейство Nephromataceae
    - Семейство Pannariaceae
    - Семейство Peltigeraceae
    - Семейство Placynthiaceae

  - Разред Pertusariales M. Choisy ex D. Hawksw. & O.E. Erikss., (1986)
    - Семейство Coccotremataceae Henssen ex J.C. David & D. Hawksw., (1991)
    - Семейство Icmadophilaceae Triebel, (1993)
    - Семейство Megasporaceae Lumbsch, Feige & K. Schmitz, (1994)
    - Семейство Ochrolechiaceae R.C. Harris ex Lumbsch & I. Schmit, 2006
    - Семейство Pertusariaceae G. W. Körber & Körber, 1822

  - Разред Rhizocarpales
    - Семейство Rhizocarpaceae

  - Разред Teloschistales(Разред)
    - Семейство Caliciaceae
    - Семейство Letrouitiaceae
    - Семейство Megalosporaceae
    - Семейство Microcaliciaceae
    - Семейство Physciaceae
    - Семейство Ropalosporaceae
    - Семейство Teloschistaceae

  - Разред Umbilicariales
    - Семейство Elixiaceae
    - Семейство Fuscideaceae
    - Семейство Ophioparmaceae
    - Семейство Rhizoplacopsidaceae
    - Семейство Umbilicariaceae

- Клас Leotiomycetes
  - Разред Cyttariales
    - Семейство Cyttariaceae

  - Разред Erysiphales
    - Семейство Erysiphaceae

  - Разред Helotiales
    - Семейство Ascocorticiaceae
    - Семейство Dermateaceae
    - Семейство Geoglossaceae
    - Семейство Helotiaceae
    - Семейство Hemiphacidiaceae
    - Семейство Hyaloscyphaceae
    - Семейство Loramycetaceae
    - Семейство Phacidiaceae
    - Семейство Rutstroemiaceae
    - Семейство Sclerotiniaceae
    - Семейство Vibrisseaceae

  - Разред Leotiales
    - Семейство Bulgariaceae
    - Семейство Leotiaceae

  - Разред Rhytismatales
    - Семейство Ascodichaenaceae
    - Семейство Cudoniaceae
    - Семейство Rhytismataceae

  - Разред Thelebolales
    - Семейство Thelebolaceae

- Клас Lichinomycetes V. Reeb, Lutzoni & C. Roux, 2004
  - Разред Lichinales
    - Семейство Gloeoheppiaceae
    - Семейство Heppiaceae
    - Семейство Lichinaceae
    - Семейство Peltulaceae

- Клас Orbiliomycetes O.E. Erikss. & Baral, 2003
  - Разред Orbiliales Baral, O.E. Erikss, Marson & Weber, 2003
    - Семейство Orbiliaceae Nannf., 1932

- Клас Пезизомицети (Pezizomycetes)
  - Разред Pezizales
    - Семейство Ascobolaceae
    - Семейство Ascodesmidaceae
    - Семейство Caloscyphaceae
    - Семейство Carbomycetaceae
    - Семейство Chorioactidaceae
    - Семейство Discinaceae
    - Семейство Glaziellaceae
    - Семейство Helvellaceae
    - Семейство Karstenellaceae
    - Семейство Morchellaceae
    - Семейство Pezizaceae
    - Семейство Pyronemataceae
    - Семейство Rhizinaceae
    - Семейство Sarcoscyphaceae
    - Семейство Sarcosomataceae
    - Семейство Tuberaceae

- Клас Сордариомицети (Sordariomycetes) 
  - Разред Boliniales
    - Семейство Boliniaceae
    - Семейство Catabotrydaceae

  - Разред Calosphaeriales
    - Семейство Calosphaeriaceae
    - Семейство Pleurostomataceae

  - Разред Chaetosphaeriales
    - Семейство Chaetosphaeriaceae

  - Разред Coniochaetales
    - Семейство Coniochaetaceae

  - Разред Coronophorales
    - Семейство Bertiaceae
    - Семейство Chaetosphaerellaceae
    - Семейство Nitschkiaceae

  - Разред Diaporthales
    - Семейство Cryphonectriaceae
    - Семейство Diaporthaceae
    - Семейство Gnomoniaceae
    - Семейство Melanconidaceae
    - Семейство Melogrammataceae
    - Семейство Pseudovalsaceae
    - Семейство Schizoparmaceae
    - Семейство Sydowiellaceae
    - Семейство Togniniaceae
    - Семейство Valsaceae

  - Разред Hypocreales
    - Семейство Bionectriaceae
    - Семейство Clavicipitaceae Earle ex Rogerson, 1970
    - Семейство Cordycipitaceae
    - Семейство Hypocreaceae
    - Семейство Nectriaceae
    - Семейство Niessliaceae
    - Семейство Ophiocordycipitaceae

  - Разред Lulworthiales
    - Семейство Hispidicarpomycetaceae
    - Семейство Lulworthiaceae
    - Семейство Spathulosporaceae

  - Разред Melanosporales
    - Семейство Ceratostomataceae

  - Разред Microascales
    - Семейство Ceratocystidaceae
    - Семейство Chadefaudiellaceae
    - Семейство Halosphaeriaceae
    - Семейство Microascaceae

  - Разред Ophiostomatales
    - Семейство Ophiostomataceae

  - Разред Phyllachorales
    - Семейство Phaeochoraceae
    - Семейство Phyllachoraceae

  - Разред Sordariales
    - Семейство Cephalothecaceae
    - Семейство Chaetomiaceae
    - Семейство Helminthosphaeriaceae
    - Семейство Lasiosphaeriaceae
    - Семейство Sordariaceae

  - Разред Trichosphaeriales
    - Семейство Trichosphaeriaceae

  - Разред Xylariales
    - Семейство Amphisphaeriaceae
    - Семейство Cainiaceae
    - Семейство Clypeosphaeriaceae
    - Семейство Diatrypaceae
    - Семейство Graphostromataceae
    - Семейство Hyponectriaceae
    - Семейство Iodosphaeriaceae
    - Семейство Myelospermataceae
    - Семейство Xylariaceae

- Клас Saccharomycetes O.E. Eriksson & K. Winka, 1997
  - Разред Saccharomycetales Kudrjanzev, 1960
    - Семейство Ascoideaceae J. Schröter, 1894
    - Семейство Candidaceae
    - Семейство Cephaloascaceae L.R. Batra, 1973
    - Семейство Dipodascaceae Engl. & E. Gilg, 1924
    - Семейство Endomycetaceae J. Schröt., 1893
    - Семейство Eremotheciaceae Kurtzman, 1995
    - Семейство Lipomycetaceae E.K. Novák & Zsolt, 1961
    - Семейство Metschnikowiaceae T. Kamienski, 1899
    - Семейство Phaffomycetaceae
    - Семейство Pichiaceae
    - Семейство Saccharomycetaceae G. Winter, 1881
    - Семейство Saccharomycodaceae Kudrjanzev, 1960
    - Семейство Saccharomycopsidaceae Arx & Van der Walt, 1987
    - Семейство Trichomonascaceae

- Клас Archaeorhizomycetes Rosling & T. James, 2011
  - Разред Archaeorhizomycetales Rosling & T. James, 2011
    - Семейство Archaeorhizomycetaceae Rosling & T. James, 2011

- Клас Neolectomycetes O.E. Erikss. & Winka, 1997
  - Разред Neolectales Landvik, Erikss., Gargas & Gustafsson, 1993
    - Семейство Neolectaceae Redhead, 1977

- Клас Pneumocystidomycetes O.E. Erikss. & Winka, 1997
  - Разред Pneumocystidales O.E. Erikss., 1994
    - Семейство Pneumocystidaceae O.E. Erikss., 1994

- Клас Schizosaccharomycetes O.E. Erikss. & Winka, 1997
  - Разред Schizosaccharomycetales O.E. Erikss., Svedskog & Landvik, 1993
    - Семейство Schizosaccharomycetaceae Beij. ex Klöcker, 1905

- Клас Taphrinomycetes O.E. Erikss. & Winka, 1997
  - Разред Taphrinales Gäum. & C.W. Dodge, 1928
    - Семейство Protomycetaceae Gray, 1821
    - Семейство Taphrinaceae Gäum. & C.W. Dodge, 1928

- Клас Агарикални гъби (Agaricomycetes)
  - Разред Пластинчати гъби (Agaricales)
    - Семейство Печуркови (Agaricaceae) Chevall, 1826
    - Семейство Мухоморкови (Amanitaceae) R. Heim ex Pouzar, 1983
    - Семейство Bolbitiaceae
    - Семейство Broomeiaceae
    - Семейство Clavariaceae
    - Семейство Паяжинници (Cortinariaceae)
    - Семейство Cyphellaceae
    - Семейство Entolomataceae
    - Семейство Fistulinaceae
    - Семейство Gigaspermaceae
    - Семейство Hemigasteraceae
    - Семейство Hydnangiaceae
    - Семейство Hygrophoraceae
    - Семейство Inocybaceae
    - Семейство Lyophyllaceae
    - Семейство Marasmiaceae
    - Семейство Mycenaceae
    - Семейство Niaceae
    - Семейство Phelloriniaceae
    - Семейство Physalacriaceae
    - Семейство Pleurotaceae
    - Семейство Pluteaceae
    - Семейство Psathyrellaceae Vilgalys, Moncalvo & Redhead, 2001
    - Семейство Pterulaceae
    - Семейство Schizophyllaceae
    - Семейство Strophariaceae
    - Семейство Tapinellaceae
    - Семейство Есенни гъби (Tricholomataceae) R.Heim ex Pouzar, 1983
    - Семейство Typhulaceae

  - Разред Atheliales
    - Семейство Atheliaceae

  - Разред Auriculariales
    - Семейство Auriculariaceae

  - Разред Болетови (Boletales)
    - Семейство Amylocorticiaceae
    - Семейство Манатаркови (Boletaceae) Chevall, 1828
    - Семейство Boletinellaceae
    - Семейство Calostomataceae
    - Семейство Coniophoraceae
    - Семейство Diplocystidiaceae
    - Семейство Gasterellaceae
    - Семейство Gastrosporiaceae
    - Семейство Gomphidiaceae
    - Семейство Gyroporaceae
    - Семейство Hygrophoropsidaceae
    - Семейство Paxillaceae
    - Семейство Protogastraceae
    - Семейство Rhizopogonaceae
    - Семейство Sclerodermataceae
    - Семейство Sclerogastraceae
    - Семейство Serpulaceae
    - Семейство Масловкови (Suillaceae) Besl & Bresinsky, 1997

  - Разред Кантарелови (Cantharellales)
    - Семейство Aphelariaceae
    - Семейство Botryobasidiaceae
    - Семейство Пачи крака (Cantharellaceae)
    - Семейство Ceratobasidiaceae
    - Семейство Clavulinaceae
    - Семейство Hydnaceae
    - Семейство Tulasnellaceae

  - Разред Corticiales
    - Семейство Corticiaceae

  - Разред Geastrales
    - Семейство Geastraceae

  - Разред Gloeophyllales
    - Семейство Gloeophyllaceae

  - Разред Gomphales
    - Семейство Clavariadelphaceae
    - Семейство Gomphaceae
    - Семейство Lentariaceae

  - Разред Hymenochaetales
    - Семейство Hymenochaetaceae
    - Семейство Schizoporaceae

  - Разред Hysterangiales
    - Семейство Gallaceaceae
    - Семейство Hysterangiaceae
    - Семейство Mesophelliaceae
    - Семейство Phallogastraceae
    - Семейство Trappeaceae

  - Разред Phallales
    - Семейство Claustulaceae
    - Семейство Phallaceae

  - Разред Polyporales
    - Семейство Cystostereaceae
    - Семейство Fomitopsidaceae
    - Семейство Ganodermataceae
    - Семейство Grammotheleaceae
    - Семейство Limnoperdaceae
    - Семейство Meripilaceae
    - Семейство Meruliaceae
    - Семейство Phanerochaetaceae
    - Семейство Polyporaceae
    - Семейство Sparassidaceae
    - Семейство Tubulicrinaceae
    - Семейство Xenasmataceae

  - Разред Russulales
    - Семейство Albatrellaceae
    - Семейство Amylostereaceae
    - Семейство Auriscalpiaceae
    - Семейство Bondarzewiaceae
    - Семейство Echinodontiaceae
    - Семейство Hericiaceae
    - Семейство Hybogasteraceae
    - Семейство Lachnocladiaceae
    - Семейство Peniophoraceae
    - Семейство Russulaceae Lotsy, 1907
    - Семейство Stephanosporaceae
    - Семейство Stereaceae

  - Разред Sebacinales
    - Семейство Sebacinaceae

  - Разред Thelephorales
    - Семейство Bankeraceae
    - Семейство Thelephoraceae

  - Разред Trechisporales
    - Семейство Hydnodontaceae

- Клас Dacrymycetes
  - Разред Dacrymycetales
    - Семейство Dacrymycetaceae

- Клас Tremellomycetes
  - Разред Cystofilobasidiales
    - Семейство Cystofilobasidiaceae

  - Разред Filobasidiales
    - Семейство Filobasidiaceae

  - Разред Tremellales
    - Семейство Carcinomycetaceae
    - Семейство Cuniculitremaceae
    - Семейство Hyaloriaceae
    - Семейство Phragmoxenidiaceae
    - Семейство Rhynchogastremataceae
    - Семейство Sirobasidiaceae
    - Семейство Tetragoniomycetaceae
    - Семейство Tremellaceae
    - Семейство Trichosporonaceae

- Клас Agaricostilbomycetes
  - Разред Agaricostilbales
    - Семейство Agaricostilbaceae
    - Семейство Chionosphaeraceae
    - Семейство Kondoaceae

  - Разред Spiculogloeales

- Клас Atractiellomycetes
  - Разред Atractiellales
    - Семейство Atractogloeaceae
    - Семейство Mycogelidiaceae
    - Семейство Phleogenaceae

- Клас Classiculomycetes
  - Разред Classiculales
    - Семейство Classiculaceae

- Клас Cryptomycocolacomycetes
  - Разред Cryptomycocolacales
    - Семейство Cryptomycocolacaceae

- Клас Cystobasidiomycetes
  - Разред Cystobasidiales
    - Семейство Cystobasidiaceae

  - Разред Erythrobasidiales
  - Разред Naohideales

- Клас Microbotryomycetes
  - Разред Heterogastridiales
    - Семейство Heterogastridiaceae

  - Разред Leucosporidiales
    - Семейство Leucosporidiaceae

  - Разред Microbotryales
    - Семейство Microbotryaceae
    - Семейство Ustilentylomataceae

  - Разред Sporidiobolales
    - Семейство Sporidiobolaceae

- Клас Mixiomycetes
  - Разред Mixiales
    - Семейство Mixiaceae

- Клас Pucciniomycetes
  - Разред Helicobasidiales
    - Семейство Helicobasidiaceae

  - Разред Pachnocybales
    - Семейство Pachnocybaceae

  - Разред Platygloeales
    - Семейство Eocronartiaceae
    - Семейство Platygloeaceae
    - Семейство Saccoblastiaceae

  - Разред Pucciniales
    - Семейство Chaconiaceae
    - Семейство Coleosporiaceae
    - Семейство Cronartiaceae
    - Семейство Melampsoraceae
    - Семейство Mikronegeriaceae
    - Семейство Phakopsoraceae
    - Семейство Phragmidiaceae
    - Семейство Pileolariaceae
    - Семейство Pucciniaceae
    - Семейство Pucciniastraceae
    - Семейство Pucciniosiraceae
    - Семейство Raveneliaceae
    - Семейство Uncolaceae
    - Семейство Uropyxidaceae

  - Разред Septobasidiales
    - Семейство Septobasidiaceae

- Клас Exobasidiomycetes
  - Разред Doassansiales
    - Семейство Doassansiaceae
    - Семейство Melaniellaceae
    - Семейство Rhamphosporaceae

  - Разред Entylomatales
    - Семейство Entylomataceae

  - Разред Exobasidiales
    - Семейство Brachybasidiaceae
    - Семейство Cryptobasidiaceae
    - Семейство Exobasidiaceae
    - Семейство Graphiolaceae

  - Разред Georgefischeriales
    - Семейство Eballistraceae
    - Семейство Georgefischeriaceae
    - Семейство Gjaerumiaceae
    - Семейство Tilletiariaceae

  - Разред Microstromatales
    - Семейство Microstromataceae
    - Семейство Quambalariaceae
    - Семейство Volvocisporiaceae

  - Разред Tilletiales
    - Семейство Tilletiaceae

- Клас Ustilaginomycetes
  - Разред Urocystidiales
    - Семейство Doassansiopsidaceae
    - Семейство Glomosporiaceae
    - Семейство Mycosyringaceae
    - Семейство Urocystidaceae

  - Разред Ustilaginales
    - Семейство Anthracoideaceae
    - Семейство Cintractiellaceae
    - Семейство Clintamraceae
    - Семейство Geminaginaceae
    - Семейство Melanotaeniaceae
    - Семейство Uleiellaceae
    - Семейство Ustilaginaceae
    - Семейство Websdaneaceae

- Клас Entorrhizomycetes
  - Разред Entorrhizales
    - Семейство Entorrhizaceae

- Клас Wallemiomycetes
  - Разред Wallemiales
    - Семейство Wallemiaceae